# Dendrocincla turdina
El trepatroncos turdino (Dendrocincla turdina), también denominado trepador pardo (en Paraguay) o arapasú del sur (en Argentina), es una especie de ave paseriforme de la familia Furnariidae, subfamilia Dendrocolaptinae, perteneciente al género Dendrocincla. Es nativa de la Mata atlántica del este de América del Sur.

## Distribución y hábitat
Se distribuye desde el este de Brasil (Bahía y Goiás, hasta Río Grande del Sur), extendiéndose hacia el interior hasta el centro y este de Paraguay, y el noreste de la Argentina. También se atribuye a esta especie una población aislada en el noreste de Brasil, en los estados de Pernambuco y Alagoas.
Esta especie es considerada bastante común en su hábitat natural: el nivel medio y bajo de selvas húmedas de la mata Atlántica, por debajo de los 850metros de altitud.

## Sistemática

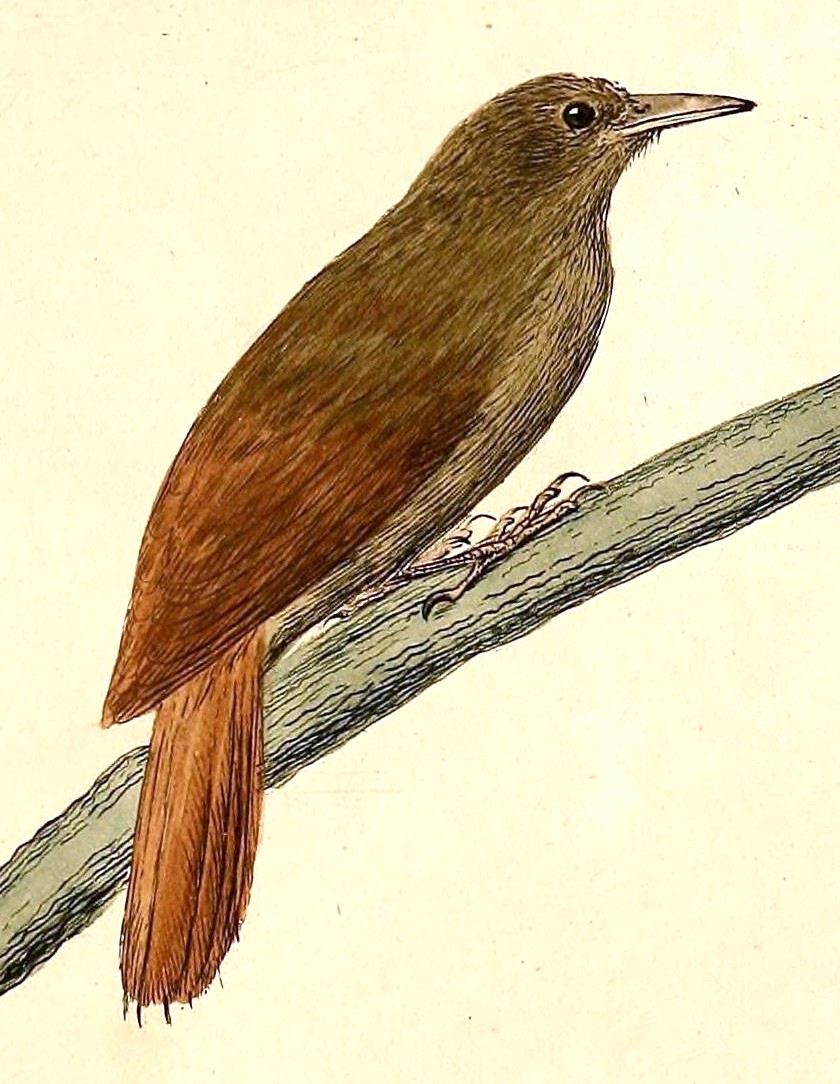
Dendrocolaptes turdinus = Dendrocincla turdina ilustración de Kittlitz en Kupfertafeln zur Naturgeschichte der Vögel, 1832.

### Descripción original
La especie D. turdina fue descrita por primera vez por el naturalista alemán Martin Lichtenstein en el año 1820 bajo el nombre científico Dendrocolaptes turdinus; su localidad tipo no fue asignada, pero hoy se asume que es: «Bahía, Brasil».

### Etimología
El nombre genérico femenino «Dendrocincla» se compone de las palabras del griego «δενδρον dendron: árbol, y del latín cinclus: tordo, zorzal, que proviene del griego «κιγκλος kinklos»: ave no identificada; y el nombre de la especie «turdina», proviene del latín moderno «turdinus o «turdineus»: que significa «como un tordo, o zorzal».

### Taxonomía
La presente especie fue tratada como conespecífica con Dendrocincla fuliginosa, pero los datos genéticos de Weir & Price (2011) indicaron que sería mejor tratada como una especie separada; el Comité de Clasificación de Sudamérica (SACC) aprobó esta separación en la Propuesta N° 540.
La subespecie D. turdina taunayi, geográficamente aislada en el noreste de Brasil, con afinidades inciertas, debido a que es morfológicamente intermediaria entre D. turdina y D. fuliginosa, pero que vocaliza diferente de ambas, es tratada como especie separada únicamente por el Comité Brasileño de Registros Ornitológicos (CBRO), con base en las diferencias de vocalización y genéticas.
Algunos autores consideran que la subespecie D. fuliginosa atrirostris estaría mejor colocada en la presente especie con base en la vocalización y en la presencia de estrías en la corona. La subespecie propuesta D. turdina enalincia Oberholser, 1904 (del sur de la distribución), tiene sus características dudosas debido a las variaciones individuales a lo largo de su zona, tanto en las dimensiones como en la coloración del plumaje.

### Subespecies
Según las clasificaciones del Congreso Ornitológico Internacional (IOC) y Clements Checklist/eBird v.2019 se reconocen dos subespecies, con su correspondiente distribución geográfica:
- Dendrocincla turdina taunayi Pinto, 1939 – noreste de Brasil, este de Pernambuco y este de Alagoas.
- Dendrocincla turdina turdina (Lichtenstein, 1820) – este y sureste de Brasil (desde el este de Bahía hacia el sur a lo largo del litoral atlántico hasta el norte de Río Grande del Sur, extendiéndose hacia el interior hasta el sureste de Mato Grosso do Sul, oeste de Paraná y oeste de Santa Catarina), este y centro de Paraguay y noreste de Argentina (Misiones y noreste de Corrientes).